# Льюис (телесериал)
«Льюис» — британский телесериал в жанре «полицейская драма». В России был показан телеканалом  Hallmark и ТВ Центр. Является спин-оффом телесериала «Инспектор Морс».

## Сюжет
Роберт Льюис возвращается в Оксфорд после нескольких лет отсутствия и неохотно начинает работу под руководством нового босса. Ему поручено дело об убийстве студентки-математика, которая была застрелена во время участия в исследовании сна.
В дальнейшем Льюис, опытный полицейский детектив, продолжит работу и будет расследовать запутанные убийства со своим новым напарником — сержантом Джеймсом Хэтуэем.

## В ролях

### Основной состав
- Кевин Уотли — детектив Роберт Льюис
- Лоуренс Фокс — детектив Джеймс Хэтуэй
- Клер Холман — доктор Лаура Хобсон
- Ребекка Фронт — шеф Джен Инносент

### Второстепенный состав
- Элтон Летто — Гурдип Сохал (3 эпизода)
- Кристен Фостер — ПиСи Степлтон (3 эпизода)
- Элисон Стедман — Марта Сигер (2 эпизода)
- Кэтрин Стэдмен — Полли Битти (2 эпизода)
- Бети Эдни — Джастин Скиннер (2 эпизода)
- Эрион Бакаре — Карл Дрю (2 эпизода)
- Лия Уильямс — Эмма Барнс (2 эпизода)
- Тэрон Эджертон — Лиам Джей (2 эпизода)
- Миранда Рэйсон — Стелла Дрю (2 эпизода)
- Джейсон Дарр — детектив Петерсон (2 эпизода)
- Джеймс Несбитт — мужчина (2 эпизода)
- Офелия Ловибонд — Джессика Раттенбери (1 эпизод)

### Факты
В съёмках сериала приняли участие сразу несколько представителей актёрской династии Фокс (кроме Лоуренса Фокса, исполнившего одну из главных ролей); в сериале появлялись:
- Эдвард Фокс, род. 1937
- Фредди Фокс (англ. Freddie Fox, род. 1989)
- Джек Фокс (англ. Jack Fox, род. 1985)

Первая серия первого сезона открывается сценой с участием молодого человека, возбуждённо пишущего на белой маркерной доске формулы «125-5=125-5» и «63-6=57».